# Mariä Heimsuchung (Unterhausen)

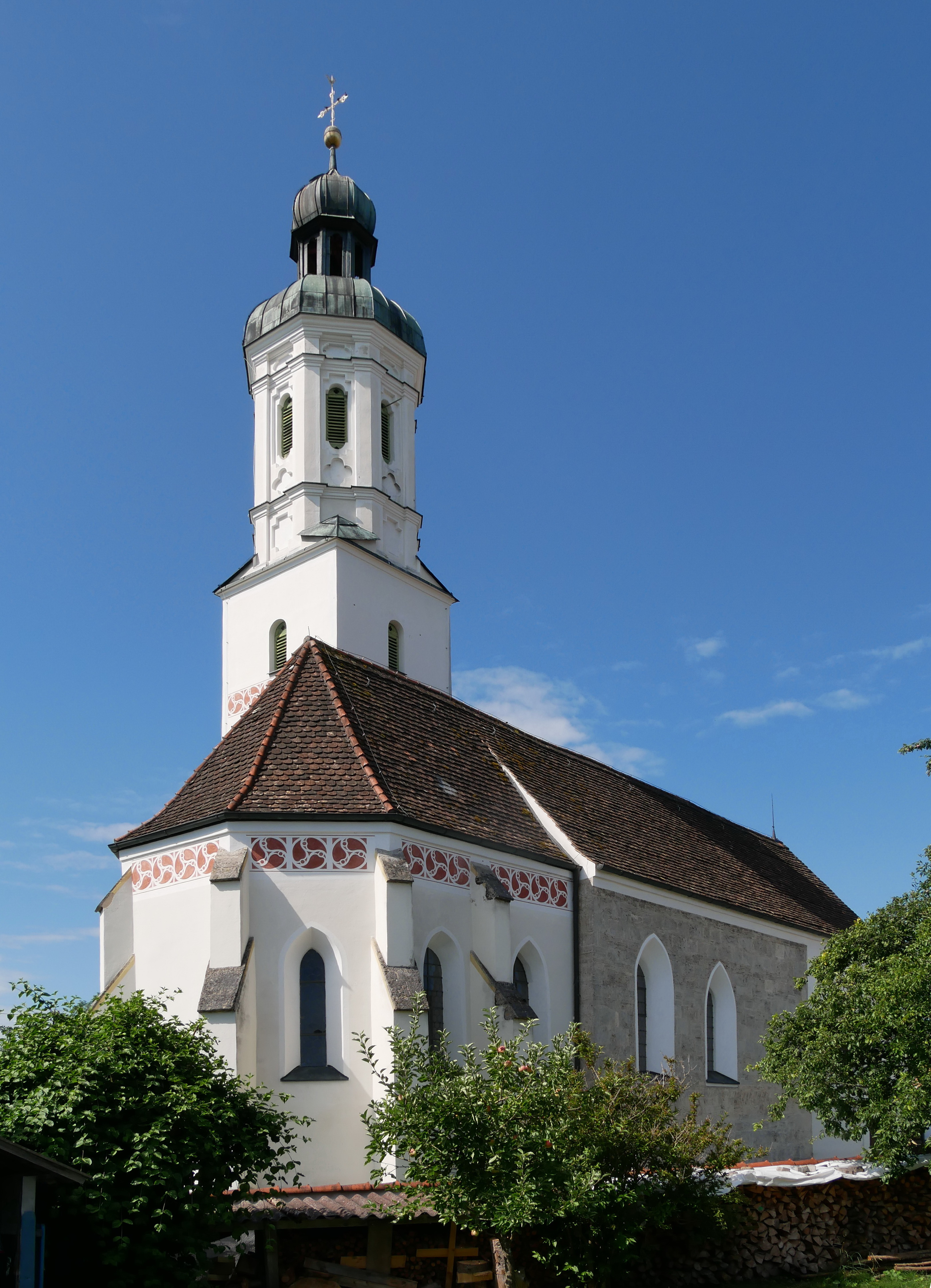
Mariä Heimsuchung von Nordwesten

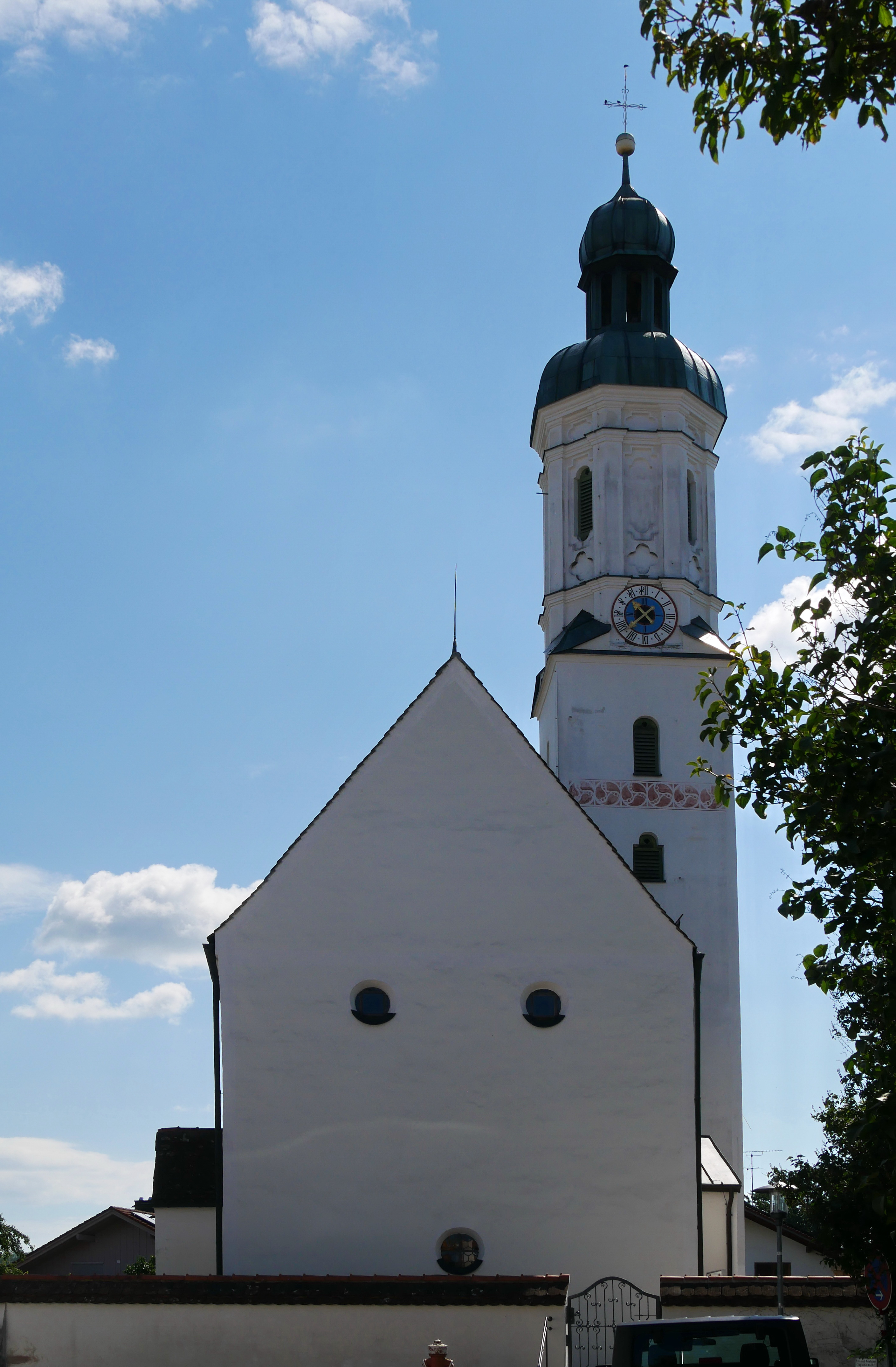
Westfassade

Die römisch-katholische Pfarrkirche Mariä Heimsuchung in Unterhausen, Ortsteil der Stadt Weilheim im oberbayerischen Landkreis Weilheim-Schongau, gehört als Teil der gleichnamigen Pfarrei mit der Pfarreiengemeinschaft Weilheim zum Dekanat Weilheim-Schongau des Bistums Augsburg. Das Gotteshaus mit der Adresse Im Kirchwinkl 6 steht unter Denkmalschutz.

## Geschichte
Um 1350 ließ der auf dem nahen mittleren Pähler Schloss ansässige Rudolf von Schondorf neben einer bereits bestehenden Dreifaltigkeitskapelle in Unterhausen eine Marienkirche erbauen. Dieser Bau war 1486 bei einer Visitation einsturzgefährdet, woraufhin der Augsburger Bischof Friedrich Papst Innozenz VIII. bat, die Kirche zur Wallfahrtskirche zu erheben, um die Instandhaltung zu finanzieren. Der Bitte wurde in einer Päpstlichen Bulle vom 8. Januar 1487 entsprochen und die Kirche anschließend erneuert und vergrößert, weitgehend in der heutigen Form.
1608 erfolgte die Neugestaltung des Turms durch Elias Holl in oktogonaler Form und mit doppelter Haube.
Die alte Dreifaltigkeitskapelle wurde 1621 in die Kirche einbezogen. Um diese Zeit stiftete zudem der Weilheimer Bildhauer Hans Degler einen neuen Hochaltar mit einem Bildnis Mariens mit dem Jesukind. 1657 wurden die gotischen Gewölberippen entfernt und 1772/1773 die Decke im Sinne des Rokoko durch eine Stuckdecke ersetzt und das Langhaus um 7,5 m verlängert.
Zwischen 1810 und 1815 wurde im Zuge des Einbaus einer Orgel eine zweite Empore errichtet. 1915 wurde die Kirche elektrifiziert. 1935/1937 erfolgte eine Instandsetzung, ebenso 1971/1973, wobei hier zudem die Neuerungen des Zweiten Vatikanischen Konzils einflossen. So wurden unter anderem das Eisengitter vor der vorderen Bestuhlung und das Kommuniongitter entfernt.

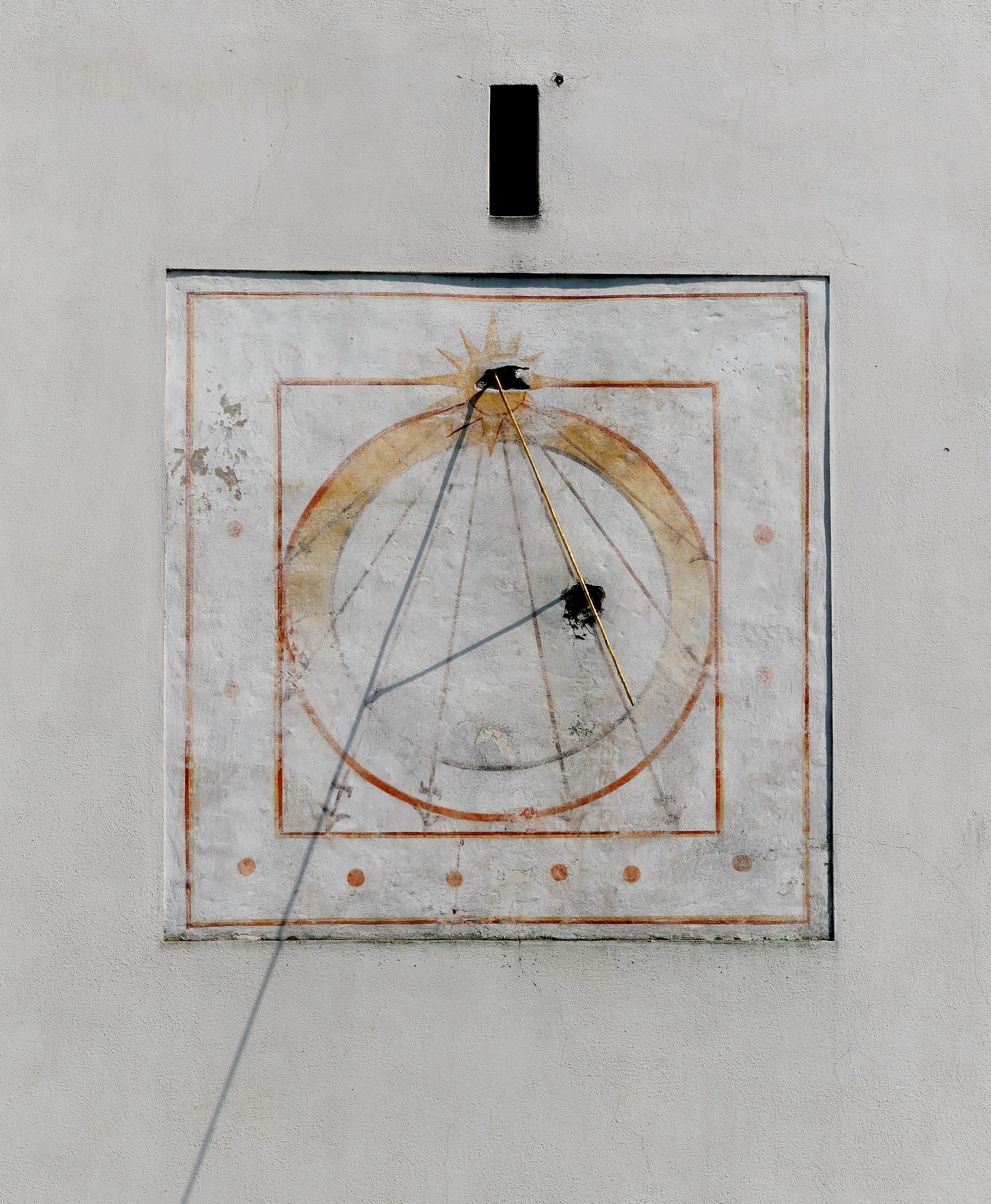
1993 freigelegte Sonnenuhr

1981 wurden eine neue Orgel eingebaut und die Seitenaltäre und der Hochaltar restauriert. Die Außenfassade und der Turm wurden 1992/1993 renoviert. Dabei legte man gemalte Fischblasen und eine Sonnenuhr frei, die um 1630 entstanden. Eine umfassende Innenrenovierung fand 2016 statt.

## Beschreibung und Ausstattung

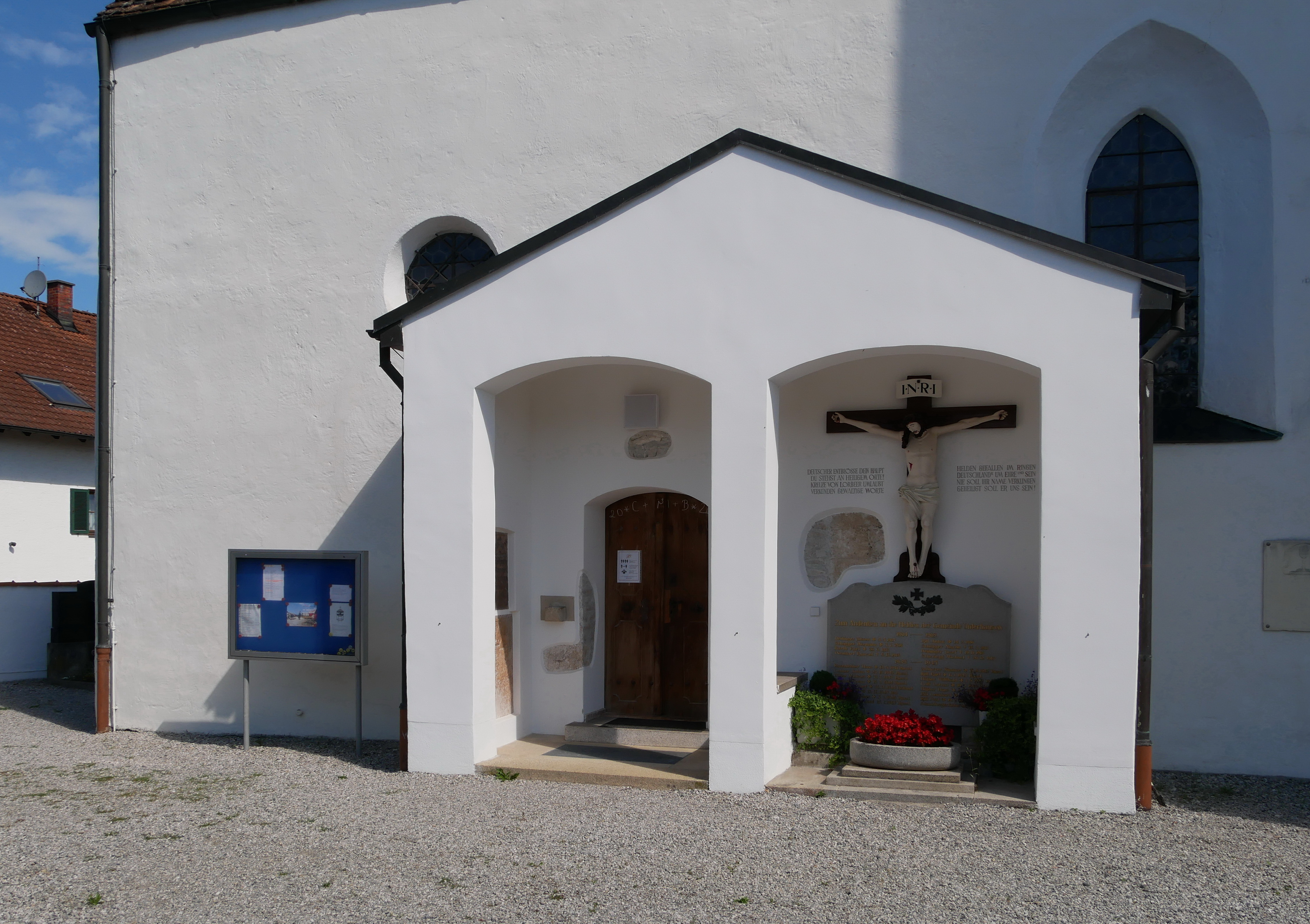
Eingang

Die geostete Saalkirche aus Tuffquadern besitzt einen leicht eingezogenen Polygonalchor. Im Süden sind die Sakristei und der etwa 40 m hohe Flankenturm angefügt.
Während der Turmaufbau klar barocke Form besitzt, weist der Rest von außen eine gotische Gestalt auf: Den Chor umgeben Strebepfeiler und die Fenster schließen mit Spitzbogen ab.
Der Innenraum ist wiederum barock bzw. im Stil des Rokoko. Die von Johann Michael Merck gestalteten Stuckaturen am Gewölbe sind reich vergoldet und umrahmen drei große und sechs kleinere Gemälde Johann Baptist Baaders (1773). Diese zeigen im Chor die Geburt Mariä, daneben deren Tempelgang und Vermählung, im Langhaus die Heimsuchung Mariä, umgeben von der Verkündigung Mariä, der Darstellung im Tempel, der Rosenkranzverteilung an St. Dominikus und St. Katharina von Siena sowie die Darreichung des Skapuliers an den hl. Simon Stock. Das dritte größere Gemälde ist im Musikchor die Himmelfahrt Mariens.
Der Hochaltar von Hans Degler (1621) zeigt zentral eine Madonna mit Kind. Diese wird flankiert von Figuren der heiligen Katharina und der heiligen Agatha. Darüber befindet sich eine Halbfigur von Gott Vater. Die Fassung stammt wohl von Elias Greuter. Der Hochaltar enthält außerdem Reliquien, die der Unterhauser Pfarrer 1775 von einer Romwallfahrt mitbrachte.
Der linke Seitenaltar ist der heiligen Anna geweiht und enthält im Auszug eine Darstellung des Unbefleckten Herzens Mariä sowie unterhalb des Altarbilds ein Ölgemälde Franz von Paolas. Der rechte Seitenaltar des heiligen Sebastian zeigt neben eben jenem das Heiligste Herz Jesu und den hl. Antonius. Beide Altäre wurden um 1840 in der Unterhauser Kirche aufgestellt.
Im Langhaus befinden sich drei Holzfiguren: St. Leonhard an der Nordwand und St. Wolfgang und Johannes Nepomuk im Süden. Die zwei ersteren stammen aus der Gotik (um 1520).
Rechts im Altarraum befindet sich die Türe zur Sakristei, darüber führt ein Fenster zum ehemaligen Oratorium oder Chörlein.
Über dem ehemaligen (zugemauerten) Eingang zum Turm befindet sich ein größeres Gemälde der Heiligen Leonhard, Wendelin und Koloman. Darunter ist das Wappen derer von Bärndorf dargestellt, die um 1692 das Patronatsrecht über Unterhausen hatten.

## Orgel

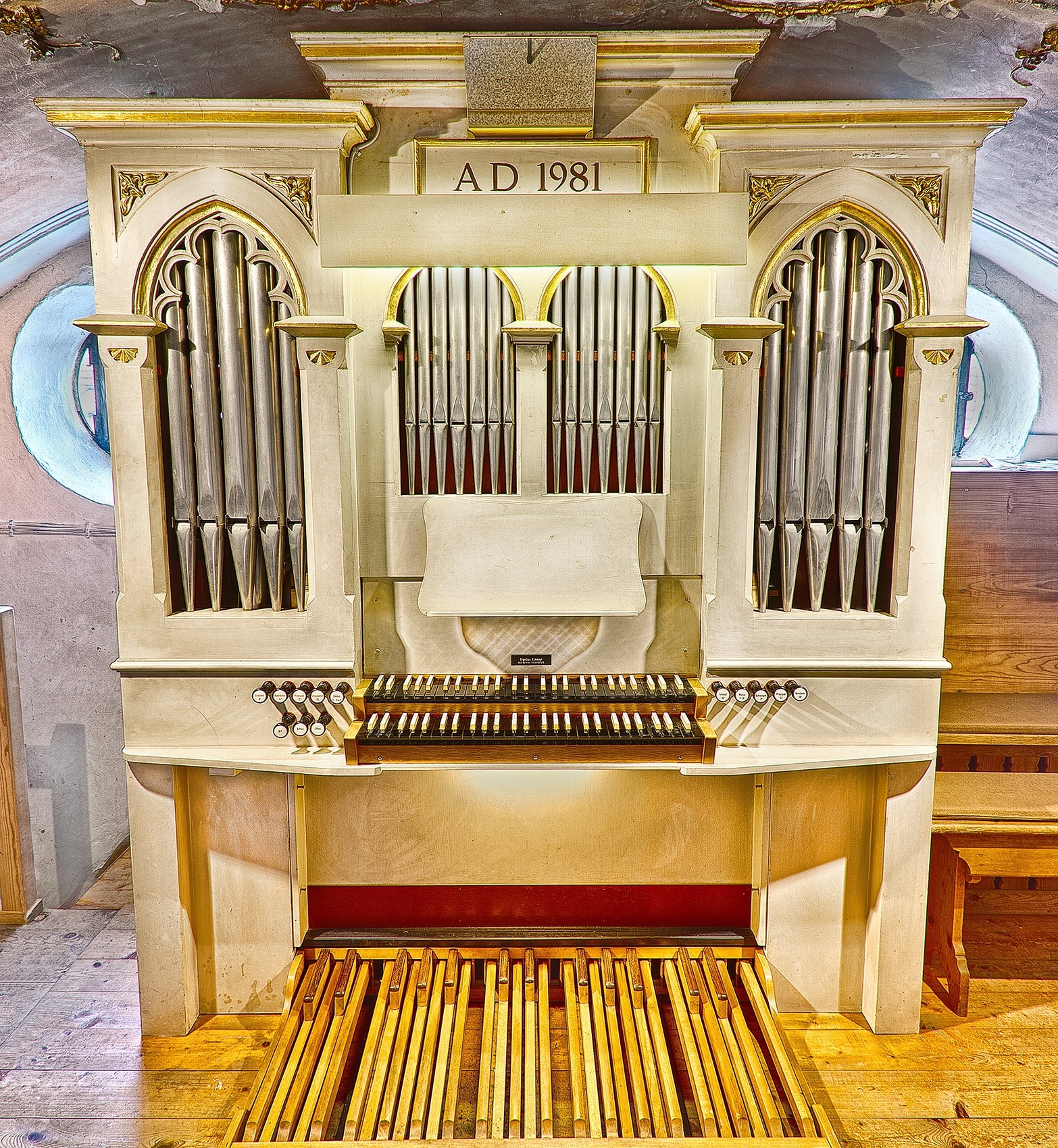
Prospekt der Ismayr-Orgel

Zwischen 1810 und 1815 erhielt die Kirche ihre wohl erste Orgel. Diese wurde 1910 durch einen Neubau von H. Koulen & Sohn aus Augsburg ersetzt, der vom Unterhauser Pfarrer Martin Raith gespendet wurde. Die Zinnpfeifen dieses Instruments mussten 1917 im Ersten Weltkrieg abgegeben werden und wurden 1920 durch Zinkpfeifen ersetzt. 1935/1937 wurde die Orgel instand gesetzt.
1981 folgte eine neue Orgel vom Bernrieder Orgelbauer Günter Ismayr mit zehn Registern auf zwei Manualen und Pedal. Das Instrument wurde 2016 vom Premer Eduard Heißerer instand gesetzt. Es besitzt Schleifladen, mechanische Spiel- und Registertraktur und weist folgende Disposition auf:
| I Positiv C–g3 |      |
| Gedackt        | 8′   |
| Rohrflöte      | 4′   |
| Prinzipal      | 2′   |
| Sesquialter II |      |
| Cimbel II      | 1⁄2′ |

| II Hauptwerk C–g3 |    |
| Quintade          | 8′ |
| Prinzipal         | 4′ |
| Schwiegel         | 2′ |
| Mixtur III        | 1′ |

| Pedal C–f1 |     |
| Subbaß     | 16′ |

- Koppeln: I/II, I/P, II/P

## Glocken
1925 erhielt die Kirche drei neue Glocken der Weilheimer Gießerei Kemmerknecht, die im Zweiten Weltkrieg eingezogen wurden. 1949 folgte ein neues Geläut. 1977 wurde ein elektrisches Läutwerk eingebaut.

## Pfarrei
In Unterhausen wurde um 1400 eine Pfarrei errichtet. Seit den 2010er-Jahren gehört diese zur Pfarreiengemeinschaft Weilheim.